# Батлейка (скульптура)
«Батлейка» — скульптурная композиция в Минске, размещённая в Сендайском сквере за музыкальным театром. Установлена в 1981 году, автор  — скульптор Л.Б. Зильбер.
В бронзе представлены традиционные персонажи древнего белорусского кукольного театра, выполненные в народной, гротескной манере.

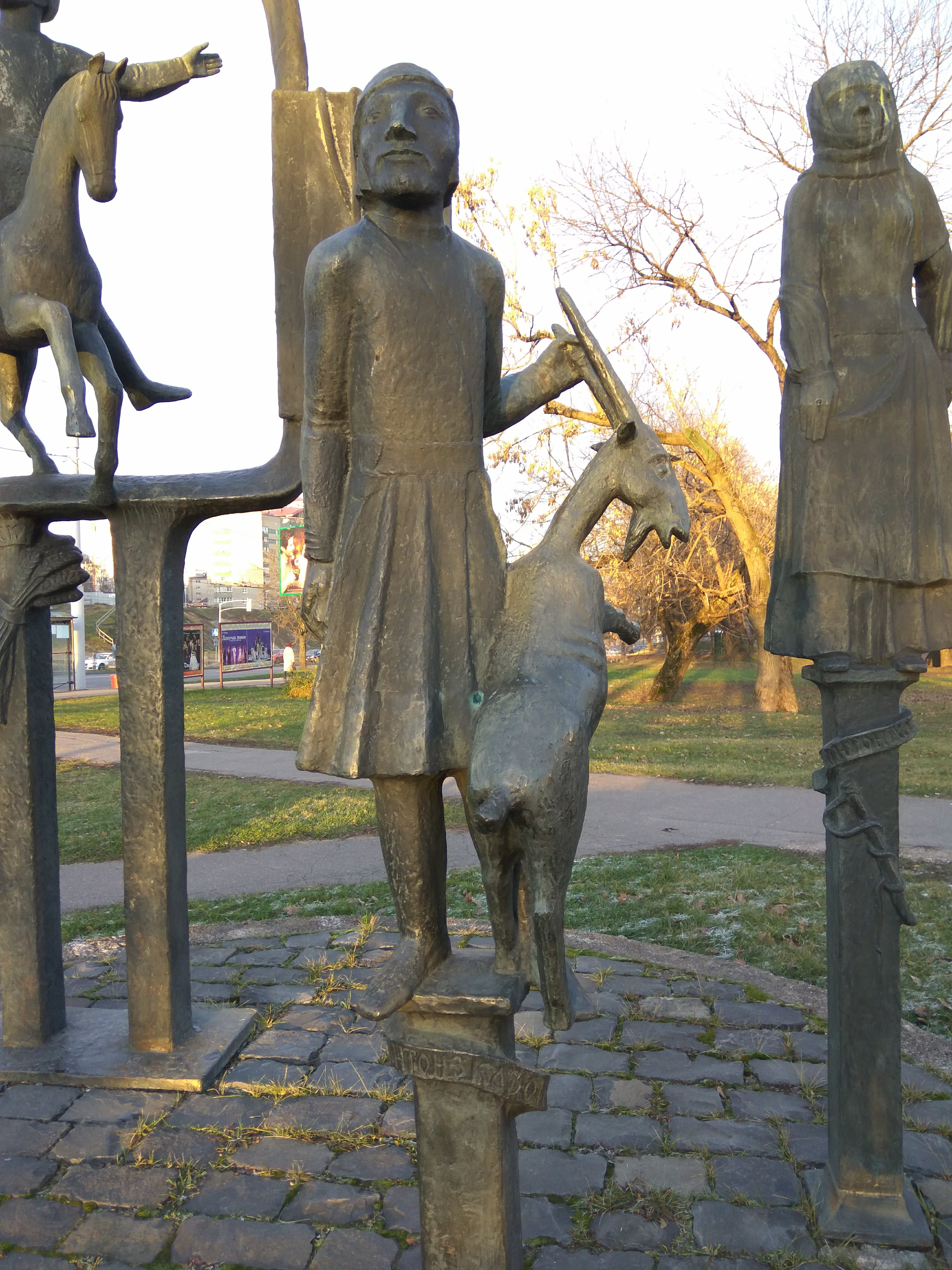
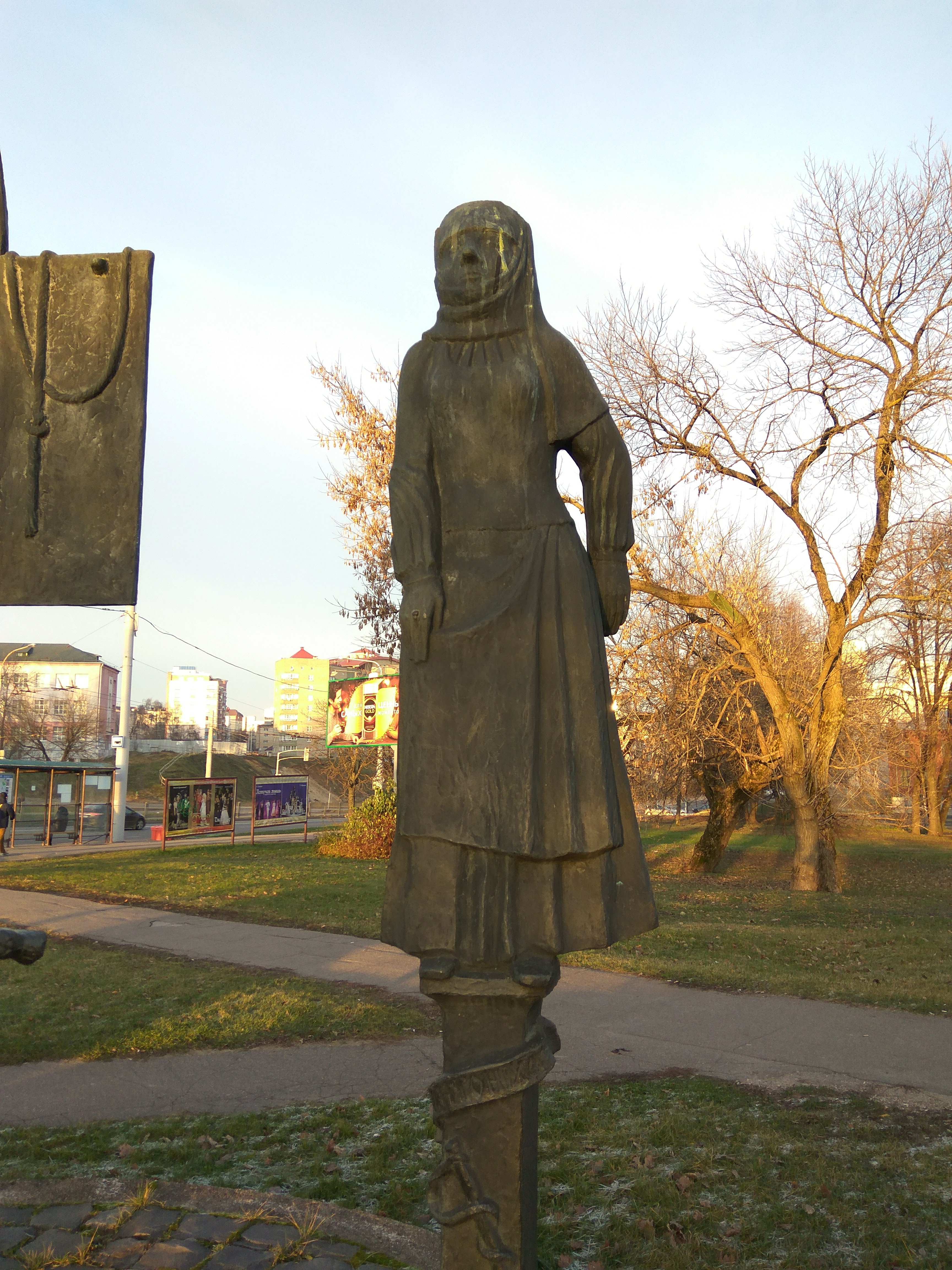
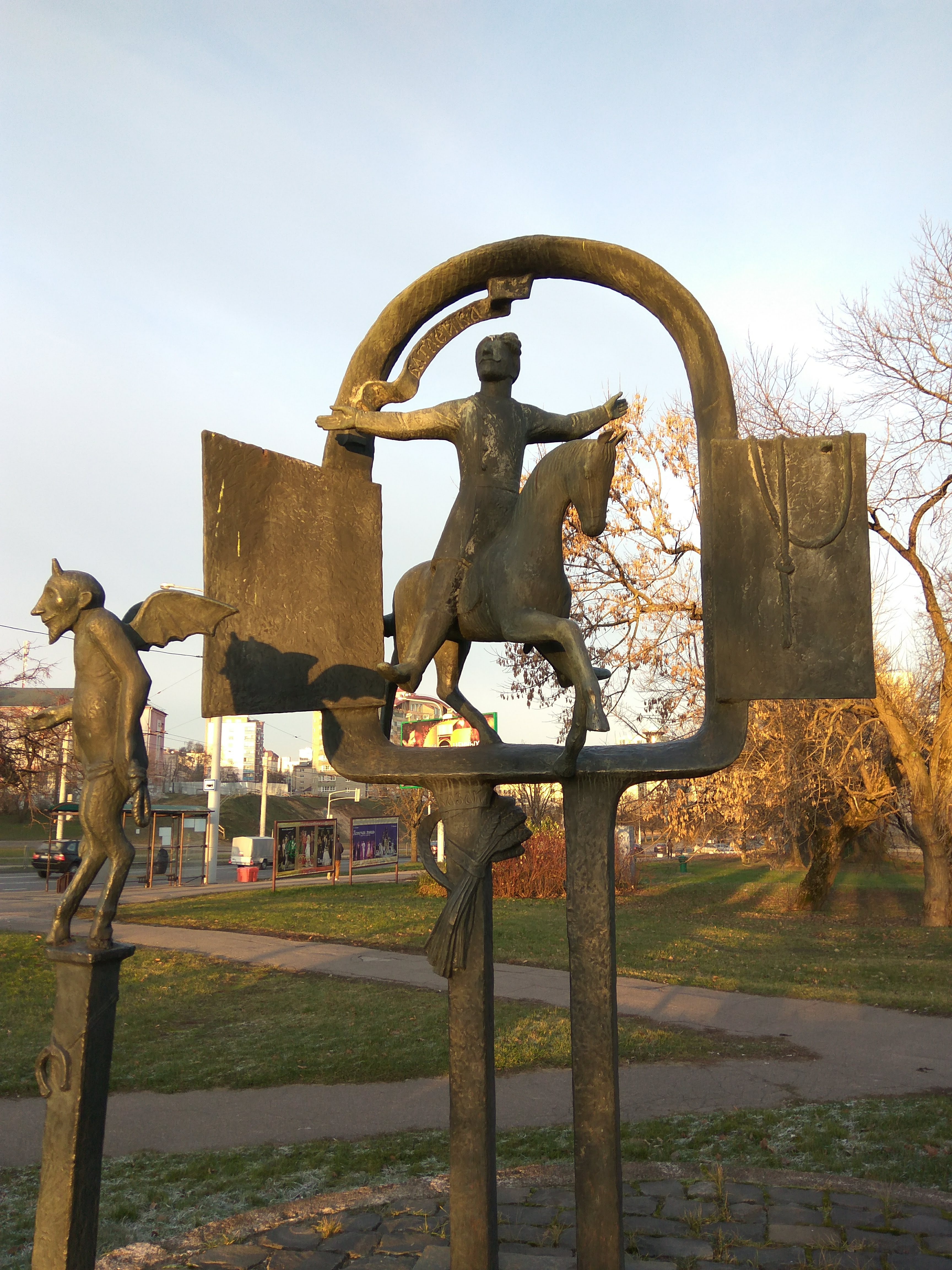
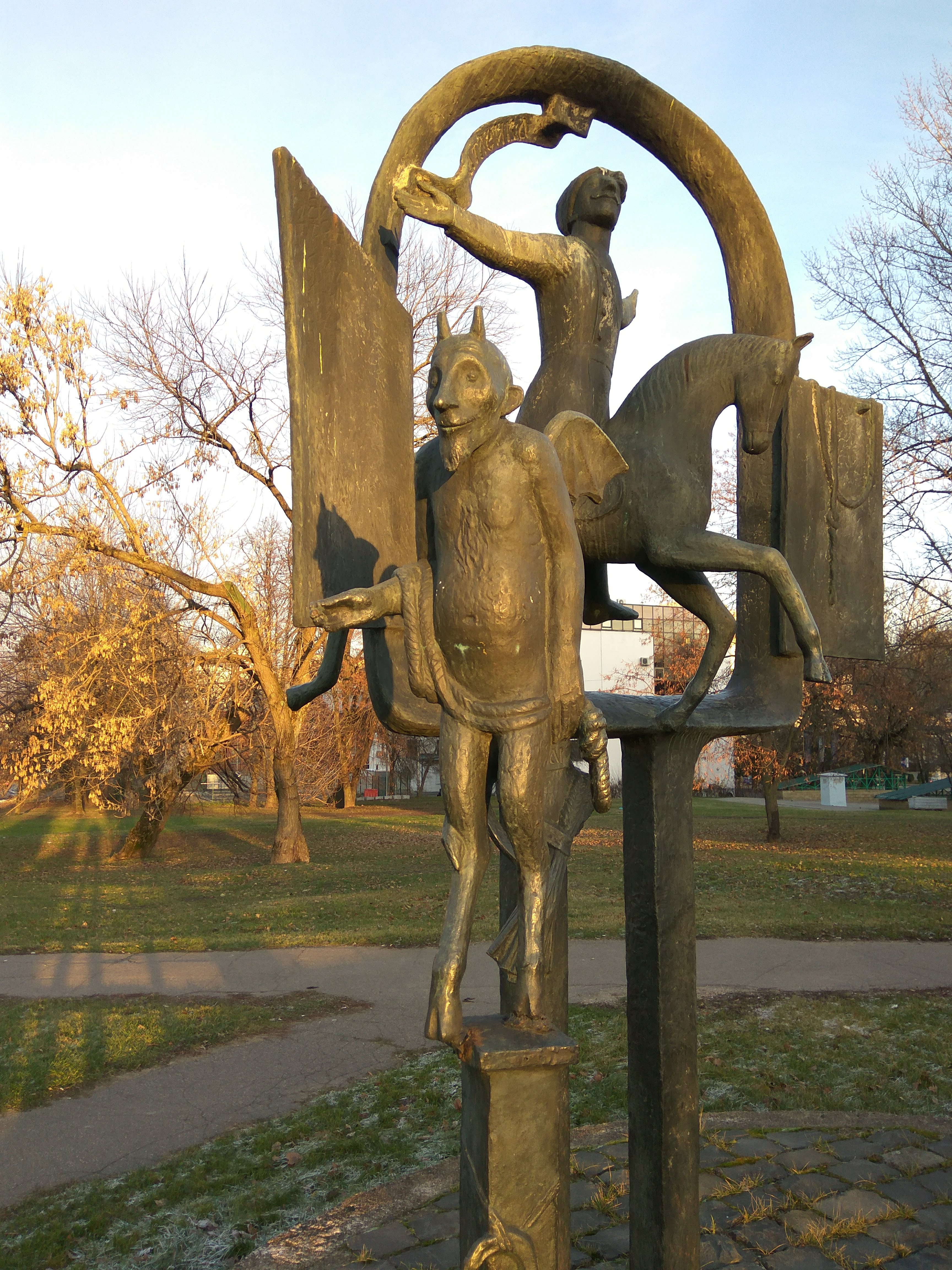